# Бахар, Дайан
Дайан Бахар (англ. Dian Bachar; род. 26 октября 1970, Денвер, Колорадо) — американский киноактёр чешского происхождения. Наиболее известен благодаря ролям в фильмах своих друзей, Трея Паркера и Мэтта Стоуна, — «Каннибал! Мюзикл», «Оргазмо» и особенно благодаря роли Кенни «Сквика» Сколари в фильме «БЕЙСкетбол». Также Бахар принимал участие в ряде эпизодов сериала Паркера и Стоуна «Южный парк».

## Карьера
Диан Бахар окончил среднюю школу Четфилда и учился в Университете Колорадо в Бодлере, когда встретил Трея Паркера и Мэтта Стоуна. Они позвали его снимался в своём студенческом фильме «Каннибал! Мюзикл». Позже Бахар сыграл Бена Чаплески, более известного как Чода-Бой, в фильме Паркера и Стоуна «Оргазмо» и множество небольших ролей в их недолго существовавшем сериале «Time Warped». До 1997 года Бахар жил вместе с Паркером и Стоуном в одной квартире. Когда в работу был запущен фильм Дэвида Цукера «БЕЙСкетбол», Паркер лично попросил его переделать сценарий так, чтобы вместо двоих центральных персонажей в команде, которой посвящён фильм, было трое; таким образом Бахар принял участие в этом фильме.
Бахар также снялся в ситкоме Two Guys and a Girl в роли бойфренда Ирен и в фильме «В поисках Галактики» в роли инопланетного инженера; однако, в фильме большинство сцен с его участием были вырезаны и присутствуют только в полной DVD-версии.

### Появления вSouth Park
Благодаря тесной дружбе с Паркером и Стоуном Бахар несколько раз принимал участие в создании эпизодов их известного сериала:
- Счастливого Рождества, Чарли Мэнсон! — озвучил фальшивого мистера Хэнки.
- Коровьи дни — озвучил ведущего игрового шоу.
- Попадают ли умственно отсталые в ад? / Возможно — озвучил бывшего любовника Сатаны, Криса[2].
- Полотенчик — озвучил клона Полотенчика.
- Слово на букву «П» — озвучивает чёрного карлика.

Кроме того, Бахар был ассистентом продюсера в пилотном эпизоде сериала, «Картман и анальный зонд», и озвучил игру на сайте «South Park Studios» под названием Ultimate Fan Trivia.

## Короткометражные фильмы
Бахар появляется в короткометражных фильмах Shreev и Year of the Monkey на сайте http://electro-man.com; кроме того, он озвучил персонажа по имени Double 9 в короткометражном фильме Vote. Также он участвует в главной роли в выходящей в интернете серии фильмов Roommates The Series.

## Клипы
Бахар снялся в клипе «The Talking Horse» The Melvins.